# José Menezes (maestro)
José Xavier de Menezes (Nazaré da Mata, 12 de abril de 1923 - Recife, 13 de novembro de 2013), foi um maestro, arranjador e compositor brasileiro.

## Vida
Filho mais velho de Teófilo Alves de Menezes e Nicolina Xavier de Menezes, o menino José viveu com os pais até completar a idade de 19 anos. A ligação com a música vem de berço: o pai tocava trombone e foi fundador da Sociedade Musical 5 de Novembro de Nazaré da Mata, conhecida como Revoltosa, e o avô era da banda, por isso, já aos 12 anos, José Menezes tocava trompa na referida bada, daquele município.
Aos 19 anos foi para o Recife, trabalhar na Rádio Clube de Pernambuco, integrando a Jazz Band Acadêmica, comandada pelo maestro Pádua Valfrido. A orquestra não era tradicional, mas vinha se firmando como uma das melhores no cenário musical da época. Durante 28 anos, o compositor fez parte da chamada "Era de Ouro do Rádio". "Os auditórios viviam sempre lotados. Todos os grandes artistas da época se apresentavam na Rádio Clube. Tive a oportunidade de trabalhar com Levino Ferreira, que tocava fagote e começava a compor as primeiras músicas", relembra o maestro.
Ainda na década de 50, Menezes estudou teoria musical no Conservatório Pernambucano de Música com Severino Arvoredo e passou uma temporada em São Paulo, na Rádio Tupi. Mas a primeira oportunidade como compositor só veio a surgir em 1951, quando a orquestra do maestro carioca Zacarias gravou a sua Freio a Óleo, num LP lançado pela extinta RCA. A composição é considerada pelo maestro como sendo a mais famosa do seu repertório, com diversas gravações.
A primeira formação da famosa Orquestra do Maestro José Menezes veio em 1960, para animar o Reveillon do Clube Internacional do Recife."Quem deu a ideia de montar a orquestra foram os amigos Torquato Bertrão e Hercílio Canto, que eram da diretoria do Internacional. Eles queriam alguém para animar as festas de fim de ano. O resultado foi tão bom que fomos convidados para tocar no Bal Masqué, que àquela época já era tradicional. Fizemos também os quatro dias de Carnaval, na dura tarefa de substituir a o maestro Zacarias", explica o compositor.
De baile em baile, José Menezes foi o responsável pelos carnavais do Clube Internacional durante 13 anos, passando para o Clube Português em 1974. Lá, permaneceu tocando até 92, ano do último Carnaval da entidade. "Os clubes não investem mais nos grandes Carnavais como antigamente. Hoje em dia só tem o Municipal, o Bal Masqué e as matinês. Também as pessoas estão preferindo o Carnaval de rua em Olinda e no Recife Antigo", declara o maestro, que participou do I Vôo do Frevo, realizado em 1968. O roteiro foi a cidade maravilhosa do Rio de Janeiro, onde se apresentou no Clube de Aeronáutica, com direito até a transmissão ao vivo pela Rede Tupi, em programa dirigido pela cantora Bibi Ferreira. Atualmente, José Menezes continua embarcando no Vôo do Frevo.
Em 1953, José Menezes fez parte da gravação do primeiro disco da gravadora Rozemblit com a música Boneca, que tem letra de Aldemar Paiva e musicada por ele. Quem deu voz à música foi Claudionor Germano.
O primeiro disco da orquestra veio em 1976, através da gravadora Rosemblit. Mais uma vez, o músico encontrou o compositor Levino Ferreira, homenageando-o com o LP que veio a chamar-se O Frevo Vivo de Levino. No ano seguinte, surgiu mais um disco, dessa vez pela Philips, antigo selo da Polygram. Antologia do Frevo, nome da obra, reunia 36 composições de autores variados e fez tanto sucesso que em 1985 foi reeditado sob o nome de Os Maiores Sucessos do Frevo. Antes, porém, em 1980, a orquestra lançou o terceiro LP, Baile da Saudade, pela Bandeirantes. O disco foi produzido por Leonardo Dantas e reunia uma seleção de antigos frevos.

## Realizações
Foi um dos fundadores da Academia Pernambucana de Música, criada em 22 de novembro de 1985 por Leny de Amorim Silva.
O maestro José Menezes é o terceiro compositor de frevos gravados do estado, só perdendo para Nelson Ferreira e Capiba.

## Homenagens
No ano 2000, foi o homenageado do Carnaval do Recife, em comemoração aos 50 anos de sua primeira composição de sucesso, o frevo Freio a óleo.
No Centenário do Frevo em 2007 e 2008, foi um dos cem homenageados pela Prefeitura do Recife, sendo lembrado por ser autor do primeiro Frevo Canção gravado na Fabrica de Discos Rozenblit. Esteve no repertório do CD Instrumental dos 100 anos de Frevo na faixa: Freio a óleo (José Menezes) – arranjo Edson Rodrigues.
Foi homenageado na sua cidade natal, Nazaré da Mata, no carnaval de 2013.
Recebeu homenagem da Academia Pernambucana de Música, no Teatro de Santa Isabel, em 12 de novembro de 2013 um dia antes de sua morte.

## Obras
Seus maiores sucessos são os frevos Freio a óleo (1950), Boneca (1953), Terceiro dia (1960), Tá faltando alguém (1961). O mais recente é o frevo Bico doce, campeão do VIII Recifrevo, em 1996.
No levantamento de sua obra, feito pelo pesquisador José Batista Alves, foram registradas 118 gravações, no período compreendido entre 14949 e 1997.
Outras de suas obras: Baba de Moça, Continental, 1953; Pinga-Fogo, Continental, 1956; Toada da Saudade, em parceria com Aldemar Paiva, 1958; Terceiro Dia, (c/ Geraldo Costa) Rozenblit, 1960; Tá Faltando Alguém, Rozenblit, 1961; Nosso Carnaval, Verdi, 1963; Brinquedo Bom, em parceria com Geraldo Costa, Rozenblit, 1965; Pertinho Dela, em parceria com Gildo Branco, RCA Victor, 1971; Arrasta Tudo, Rozenblit, 1976; Se Você é bom de Passo, em parceria com Manoel Gilberto, RCA Victor, 1982; O Galo da Madrugada, em parceria com Alírio Moraes, Rozenblit, 1982; Chupando Limão, em parceria com Inaldo Vilarim, 1983; A Grande Ilusão, em parceria com Manoel Gilberto, 1983; Regresso do Galo, Som Livre, 1984; Meu Baiãozinho, baião, em parceria com Neuza Rodrigues; Aeromoça, samba, em parceria com Geraldo Costa.